# الجامع العمري (حلب)
الجامع العمري مسجد تاريخي في مدينة حلب.
تشتهر مدينة «حلب» بأنها من أغنى المدن العربية والإسلامية من حيث عدد جوامعها ومساجدها والتي تعود إلى مختلف العهود الإسلامية وهي ما تزال إلى اليوم محافظة على البصمة العمرانية لكل عصر، ومن هذه الجوامع القديمة في «حلب» «الجامع العمري» الذي يعود بتاريخه إلى الفترة المملوكية في المدينة.
الجامع العمري جامع قديم فسيح ونير ومعمور بالصلوات ومحله قرب «سراي رجب باشا» في رأس السوق على يسرة الداخل اليه من جهة «البندرة» وله أوقاف تقوم بكفايته إلا انها داخلة في محاسبة الأوقاف، وفي شمالي صحنه مدفن واسع فيه عدة قبور منها قبر الشيخ «حسن المغربي» يعتقده أهل المحلة، كما ذُكر أن فيه رجل اسمه الشيخ «سوار» يعتقده أهل المحلة اعتقاداً عظيماً».
يقع الجامع العمري إلى الشمال من «دوار السبع بحرات» في أقصى الطرف الشرقي لما تبقى من «حي بحسيتا» وذلك بعد أن تم هدمه ضمن مشروع «باب الفرج» وهو جامع يعود بتاريخه إلى الفترة المملوكية في مدينة «حلب»، بني الجامع في القرن الثامن الهجري الرابع عشر الميلادي أي في العهد المملوكي.